# Раучуанский хребет
Раучуа́нский хребе́т — горный хребет в России, на Дальнем Востоке. Наивысшая точка — гора Белая (1649 м). Другая высокая гора — Арынпыглынай (1606 м). На западе хребет граничит с горами Пырканай, через него протекает река Раучуа. К северу от массива простирается Чаунская низменность. Хребет является истоком реки Погынден, находится в субарктическом климате, в горной тундре.
В районе горного массива отсутствуют поселения, здесь расположен заброшенный посёлок золотодобытчиков Бараниха.